# 101. számú Tomori Pál Cserkészcsapat
A 101. számú Tomori Pál Cserkészcsapat 1921-ben alakult Kalocsán. A VIII. (Nyugat-alföldi) Cserkészkerülethez tartozik. 2021-ben ünnepelte fennállásának 100. évfordulóját.
Hetente vannak összejövetelek,  amikor különböző játékokat játszanak a gyerekek, cserkészettel foglalkoznak, vagy más érdekes dolgokról tanulnak meg hasznos tudnivalókat.
A túrák és kirándulások mellett sok időt szánnak szórakozásra és csapatépítésre. Minden évben rendeznek cserkésztábort, aminek a végén a kiscserkészjelöltek egy próba kiállása után leteszik a  cserkészfogadalmat.
A csapat parancsnoka 2014 óta dr. Körmendy Szabolcs.